# Hanko Open 1986
L'Hanko Open 1986 è stato un torneo di tennis facente parte della categoria ATP Challenger Series nell'ambito dell'ATP Challenger Series 1986. Il torneo si è giocato a Hanko in Finlandia dal 14 al 20 luglio 1986 su campi in terra rossa.

## Vincitori

### Singolare
Juan Antonio Rodríguez ha battuto in finale  Jan Gunnarsson con il punteggio di 2–6, 6–1, 6–2

### Doppio
Ronnie Båthman /  Joey Rive hanno battuto in finale  Charles Cox /  Michael Fancutt con il punteggio di 7–6, 7–6